# John Leone
John J. „The Italian Horn“ Leone (* 1928; † 2008) war ein US-amerikanischer Saxophonist und Fagottist.

## Leben und Wirken
Leone gehörte in den 1950er-Jahren den Radio City Music Hall Rockettes an. Er wirkte Anfang der 1970er Jahre bei den Blue-Note-Sessions von Bobby Hutcherson (Natural Illusions) und Grant Green (Shades Of Green) mit; außerdem arbeitete er mit Charles Mingus (Let My Children Hear Music). Im Bereich des Jazz war er zwischen 1971 und 1972 an 5 Aufnahmesessions beteiligt, des Weiteren als Studiomusiker im Bereich des Rhythm & Blues bei Ellerine Harding und Bo Diddley (Big Bad Bo).